# Црква Свете Тројице у Параћину
Црква Свете Тројице се налази у средишту Параћина и припада Епархији браничевској Српске православне цркве. Грађена је у неколико наврата, током друге половине XIX века, завршена је 1898. године, а њено освећење обавио је митрополит београдски Инокентије Павловић (1898—1905) 06.06.1899. године. Током светских ратова доживела је оштећења, а последњи радови на њеној обнови изведени су 1985. године.
Сама грађевина је рађена према пројекту архитекте Јована Илкића и представља спој неколико различитих стилова. У њеној порти, источно од цркве, смештена је гробница, коју сачињава десет гробова, у којима почивају оснивачи и градитељи цркве, док се у њеној близини налази споменик погинулим ослободиоцима Параћина 1918. године, подигнут 1922. године.

## Изградња
Градња цркве у Параћину, посвећене градској слави, Светој Тројици, отпочела је 1862. године. Првобитна грађевина, је имала кулу звонару над нартексом, која се 1864. године урушила, услед чега је дошло до рушења читавог крова, на већ готовој грађевини.
Поновно грађење цркве, на старим остацима, отпочело је 1893. године, да би, после одласка претходног извођача, градњу преузео пожаревачки инжењер Мирослав Павловић, који је 1898. године завршио њену изградњу.
Током Првог светског рата, црква је оштећена услед бомбардовања, док је за Другог светског рата остала без прозора, услед експлозије војних магацина.

## Архитектура
Црква Свете Тројице, рађена према пројекту Јована Илкића, подигнута је у српско-византијском стилу и има основу једнобродне грађевине, са куполом округле основе над наосом. На њеном западном крају, налази се кула звонара, подигнута у стилу романике. Њена унутрашњост је изведена у барокном стилу, основа дрвеног иконостаса рађена је у Београду, док су иконе на њему из Русије.